# Mehmet Fuad Köprülü
Mehmet Fuad Köprülü (Istanbul, 5 dicembre 1890 – Istanbul, 28 giugno 1966) è stato un politico e storico turco.
Definito anche dei Köprülüzade, discendente dalla illustre famiglia omonima, conosciuto per il suo contributo alla storia dell'Impero ottomano, alla lingua e al folklore turco.

## Biografia
Era un discendente della sorella del famoso Gran Visir Ottomano Mehmed Pasha Koprulu. 
Mehmet Fuad ha frequentato l'Università di Istanbul. 
Poi si è trasferito alla Scuola di Diritto (Mekteb-i Hukuk), che ha lasciato nel 1909. 
Nel 1912, fu uno dei fondatori della Türk Ocağı (Società di Cultura Turca). 
Dopo aver insegnato in un certo numero di scuole, è stato chiamato da Ziya Gokalp nel 1913 alla cattedra di letteratura turca a Darülfünun (dal 1933 divenuta Università di Istanbul). 
Qui rimase fino al 1939. 
Nel 1924 è stato per diversi mesi Segretario di Stato al Ministero della Pubblica Istruzione. 
Nello stesso anno ha fondato nella Darülfünun la cattedra di Studi turchi. 
Dopo il 1939 si è trasferito ad Ankara dove ha insegnato all'Università presso la Facoltà di Scienze Politiche e delle arti.
Nel gennaio 1946 è membro fondatore del Partito Democratico insieme a Celâl Bayar, Adnan Menderes, e Refik Koraltan. Dopo le elezioni politiche del 14 maggio 1950 Köprülü diventa sotto il governo di Menderes il ministro degli esteri fino al 1955 e il vice primo ministro per breve tempo nel 1956. Svolge un ruolo attivo per l'ingresso nella NATO della Turchia.
Con il colpo di Stato militare del 27 maggio 1960 fu detenuto, come molti altri membri del partito democratico, nell'isola Yassiada. 
È stato assolto dopo il processo di Yassiada. 
Nel 1961 ha fondato un partito che ha avuto breve durata chiamato Yeni Demokrat Parti (Nuovo Partito Democratico della Turchia). 
Poco dopo si ritirò dalla politica. 
Mehmet Fuad morì il 28 giugno 1966 per le conseguenze di un incidente d'auto ad Ankara. 
È sepolto nel Cimitero Cemberlitas in una tomba di famiglia accanto al padre.

## Lavori
Come storico i suoi lavori comprendono: Origins Of the Ottoman Empire, The Seljuks of Anatolia: Their History and Culture According to Local Muslim Sources e Islam in Anatolia After the Turkish Invasion: Prolegomena.
Egli è anche il fondatore di una delle metodologie per cercare di studiare l'ascesa della tribù degli Ottomani e le linee della loro espansione. 
Un programma di "Borsa di studio Mehmet Fuat Koprulu" è stato istituito recentemente per raccogliere fondi per gli studenti turchi che intraprendono gli studi presso l'Università di Cambridge per ottenere il PhD.

## Altre opere
La sua opera storico-letteraria comprende circa 1500 pubblicazioni, tra le quali:
- Yeni Osmanlı Tarih-i Edebiyatı (1916)
- Türk Edebiyatında İlk Mutasavvıflar (1919–1966)
- Nasrettin Hoca (1918–1981)
- Türk Edebiyatı Tarihi (1920)
- Türkiye Tarihi (1923)
- Bugünkü Edebiyat (1924)
- Azeri Edebiyatına Ait Tetkikler (1926)
- Milli Edebiyat Cereyanının İlk Mübeşşirleri ve Divan-ı Türk-i Basit (1928)
- Türk Saz Şairleri Antolojisi (1930–1940, üç cilt)
- Türk Dili ve Edebiyatı Hakkında Araştırmalar (1934)
- Anadolu'da Türk Dili ve Edebiyatı'nın Tekamülüne Bir Bakış (1934)
- Osmanlı Devleti'nin Kuruluşu (1959)
- Edebiyat Araştırmaları Külliyatı (1966)
- İslam ve Türk Hukuk Tarihi Araştırmaları ve Vakıf Müessesesi (1983)
- Cenni di storia turca (1931)
- Erzurumlu Emrah (1929)
- Studi Letterari (1966)
- Ali Shir Nevai (1941)
- Bizantino -sentenze Müesseselerinin nell'islamico ottomano -Sentenze e la shariah (1981, postumo)
- Strada della democrazia (1964)
- Les Origines de L'Impero Ottomano (Parigi, 1935)
- Fuzuli- Vita e opere (1924)
- Storia turco-Dinis I (1925)
- Edebiyye informazioni (1915)
- Lingua turca e forniture Nahvi (1917)
- Scuola di poesie (Volume 3)
- Nuova storia ottomana e Letteratura I (1916)
- I sufi nei primi anni nella letteratura turca (1919-1966)
- Nasreddin Hodja (1918-1981)
- Storia della letteratura turca (1920)
- Storia della Turchia (1923)
- La letteratura di oggi (1924) (Articolo)
- Ideale della Vita-I (Libro) (1909)
- Indagini di letteratura azera (1926)
- Prima Nazionale di Letteratura- Cereyanının Turks e Mubashshir Divan- (1928)
- Turco Saz Poeti Anthology (1930-1940, tre volumi)
- A proposito della lingua turca e Studi di Letteratura (1934)
- Uno sguardo alla evoluzione della Anatolia, il turco - Lingua e Letteratura (1934)
- Istituzione dell'Impero Ottomano (1959)
- Letteratura- Collezione di ricerca (1966)
- Organizzazione di Studi islamici e turchi - Storia del Diritto dalla Fondazione (1983, postumo)

## Onorificenze
- Ordine al merito della Repubblica Italiana (Cavaliere di gran croce) (27 gennaio 1955)[1]